# Милованова, Ольга Юрьевна
Ольга Юрьевна Милова́нова (род. 14 сентября 1986 года в Ленинграде) — российская профессиональная бильярдистка, мастер спорта России международного класса, четырёхкратная чемпионка мира в различных дисциплинах русского бильярда.

## Биография и карьера
Ольга родилась в спортивной семье — её мама увлекалась волейболом, а папа играл в бильярд и был мастером спорта в этой игре. Впервые девочка попробовала играть в 6-7 лет, некоторое время ходила в бильярдную секцию. В детские годы Ольга также активно занималась водным поло, но в 1999 году, в возрасте тринадцати лет сделала решающий выбор в пользу бильярда, а ещё через несколько лет решила заниматься этим видом спорта профессионально. Участвовать в различных турнирах Милованова начала с 2004 года.
Первый успех Ольги на крупных турнирах национального и международного уровня среди женщин — победа на чемпионате России и финал Кубка Европы соответственно в 2007 году. В 2008 году она вышла в полуфинал чемпионата мира в свободной пирамиде, а в 2009 победила на этом же турнире и получила звание мастера спорта международного класса. Тогда же Милованова начала заниматься тренерской деятельностью (и продолжает до сих пор).
В последующие годы Ольга оставалась одним из сильнейших игроков в русский бильярд среди женщин и выиграла, среди прочего, ещё три чемпионата мира (последний — в 2016 году), чемпионат Европы, командный чемпионат мира (дважды — в 2016 и 2017 годах), Кубок Кремля (в 2011 и 2014 годах), а также неоднократно становилась чемпионкой России и до 2019 года продолжала показывать стабильно высокие результаты на крупнейших соревнованиях. Благодаря четырём победам на чемпионатах мира в настоящее время Ольга Милованова является самым титулованным игроком в пирамиду среди женщин после Дианы Мироновой.
В 2009 году окончила Санкт-Петербургский государственный лесотехнический университет по специальности «бухгалтер». Не замужем.

## Основные достижения в карьере
- Чемпионка мира (свободная пирамида) — 2009, 2013
- Чемпионка мира (динамичная пирамида) — 2012
- Чемпионка мира (комбинированная пирамида) — 2016
- Победительница командного чемпионата мира (в паре с Дианой Мироновой, свободная пирамида) — 2016-2017
- Чемпионка Европы (свободная пирамида) — 2010
- Чемпионка Кубка Кремля (свободная пирамида) — 2011, 2014
- Чемпионка России (свободная пирамида) — 2007, 2012, 2014
- Чемпионка России (комбинированная пирамида) — 2016
- Чемпионка «Кубка Лонгони» (динамичная пирамида) — 2009
- Финалистка чемпионата мира (свободная пирамида) — 2015
- Финалистка чемпионата мира (комбинированная пирамида) — 2017